# Фореста (Фрозиноне)
Фореста је насеље у Италији у округу Фрозиноне, региону Лацио.
Према процени из 2011. у насељу је живело 38 становника. Насеље се налази на надморској висини од 271 м.